# Zakłady Górnicze Lubin
Zakłady Górnicze Lubin – podziemna kopalnia miedzi położona na północy Lubina, oddział KGHM Polska Miedź. Jej budowę rozpoczęto 1 stycznia 1960. Pierwszą tonę rudy miedzi wydobyto 20 marca 1963 r.
Podstawowe informacje:
- Roczne wydobycie: ok. 7 mln t polimetalicznej rudy (miedź, srebro, nikiel, kobalt, molibden), o średniej zawartości 0,9% Cu i 45 g Ag/t[3].
- Obszar górniczy: 158 km²[3][2]
- System eksploatacji: komorowo-filarowy z ugięciem samoczynnym stropu, komorowo filarowy z podsadzką hydrauliczną[2][3].
- Zasoby przemysłowe: 194,8 mln t (szacunek na 31 grudnia 1999)[potrzebny przypis].
- Szyby: 7 szybów[2][3], z czego 4 wdechowe (L-I, L-II, L-VI, L-VII), 3 wentylacyjne (L-III, L-IV, L-V), 4 materiałowe (L-I, L-III, L-IV, L-V), 4 zjazdowe (L-I, L-III, L-IV, L-V) i 2 podsadzkowe (L-III, L-IV)[potrzebny przypis].